# Antonio Abadía (Komponist)
Antonio Abadía (* vor 1780; † 27. Oktober 1791) war ein spanischer Komponist, Kantor und Kapellmeister an der Kathedrale von Burgos.

## Leben
Antonio Abadía trat am 27. November 1780 als Nachfolger von Don Francisco Hernández Illana das Amt des Kapellmeisters in Burgos an. Illana war der letzte Kapellmeister, bei dem das Amt mit einer Pfründe verbunden war. Einer Bulle Benedikt XIV. zufolge, war sein Nachfolger Abadia nur noch ein „raconiero“ ohne Pfründe. Musikalisch verfügte er über Sänger und ein kleines Orchester Für diese fertigte er Kompositionen mit reich verzierten Melodien. Er komponierte jede Art von Musik, die in der Kathedrale gebraucht wurde. Herausragend war die Musik zur „Nona de la Asuncion“, die ohne Unterbrechung bis ins Jahr 1828 aufgeführt wurde, als Don Placido Garcia eine neue Komposition verfertigte. Er starb am 27. Oktober 1791.

## Werke (Auswahl)

### Leocadio Hernandez Asunce
Leocadio Hernandez Asunce führt folgende Werke als seine am bemerkenswertesten auf ([las obras mas notables]).
- Laudate dominum a 5 voces mit Orgel[4]
- Mirabilia; Psalm a 4 mit Orchester
- Príncipes; Psalm a 4 mit Orchester
- 3 Vesperpsalmen a 4
- Messe a 4 mit Orchester
- 7 Lamentaciones für die Semana Santa mit Orchester
- 3 Misereres
- Spanische Villancicos; in der spanischen Nationalbibliothek in Madrid befindet sich ein Band mit Villancicos von Antonio Abadía[5]

### José López-Calo. S.J
Im Sammelwerk Musica en la Catedral de Burgos, Band XII, Siglo XVIII, gab José López-Calo. S.J einige Partituren heraus. Diese sind für gemischten Chor 4-12stg. mit Instrumentalbegleitung, evtl. nur mit nicht auskomponierter Continuobegleitung:
- 2 Psalmen: Beatus vir; Laudate omnes gentes
- 3 Lamentaciones für die Semana Santa : Aleph: Quomodo obscuratum est; Aleph: Ego vir videns; Lamech: Matribus suis dixerunt